# Stożek Mały (Góry Kamienne)
Stożek Mały (750 m n.p.m.) – wzniesienie w Sudetach Środkowych, w Górach Kamiennych, w środkowej części Masywu Stożka.

## Położenie
Położony na terenie Parku Krajobrazowego Sudetów Wałbrzyskich, na północnym zachodzie od miejscowości Sokołowsko, w środkowej części Masywu Stożka, na północno-wschodnim krańcu Gór Suchych, w północno-środkowej części Gór Kamiennych. Od strony wschodniej oddzielony Kotliną Sokołowską od masywu Bukowca, a od zachodniej strony głęboka dolina przełomu Ścinawki oddziela wzniesienie od Masywu Dzikowca i Lesistej Wielkiej, od strony północnej niewielkie rozległe, siodło i sucha dolina wcinająca się od zachodu, oddziela od Stożka Wielkiego. 
Jest to wzniesienie, w formie niewielkiego stożka, o rozległej części szczytowej, i stromych: południowym, zachodnim, wschodnim i częściowo północnym zboczu, z niewyraźnie zaznaczonym wierzchołkiem od strony północnej i wschodniej. Od strony południowej wzniesienie ma kształt wyraźnego stożka. Zbocze północno-wschodnie, obniża się od szczytu o około 30 m. i na poziomie 720 m., przechodzi w równinę grzbietową, ciągnącą się łukiem w kierunku Stożka Wielkiego. Na południowym zboczu na wysokości około 600 m n.p.m. charakterystyczna grupa powulkanicznych skałek, a poniżej przy potoku skałki "Zamkowe Baszty".
Wzniesienie zbudowane z permskich skał wylewnych - melafirów (trachybazaltów), należących do północnego skrzydła niecki śródsudeckiej.
Wzniesienie od poziomu około 640 po wschodniej stronie i od 550 m n.p.m. po zachodniej stronie w całości porośnięte jest lasem regla dolnego. Także zrównanie ciągnące się w kierunku Stożka Wielkiego porośnięte jest rozrzedzonym lasem z przewagą drzewostanu liściastego. Poniżej granicy lasu, na wschodnim zboczu góry rozciąga się obszerna górska łąka, a poniżej położone są pola uprawne.
Szczyt wziął nazwę od swojej wielkości i bliźniaczego wzniesienia jakim jest Stożek Wielki.

## Turystyka
Szlaki turystyczne:
- żółty - z Mieroszowa na Waligórę prowadzi w pobliżu szczytu.
- zielony – z Boguszowa-Gorc do Sokołowska prowadzi wschodnim podnóżem wzniesienia.